# 川西国鉄前駅
川西国鉄前駅（かわにしこくてつまええき）は、かつて兵庫県川西市栄根にあった、能勢電鉄妙見線の駅である。妙見線の当駅 - 川西能勢口間廃線に伴い、1981年（昭和56年）に廃止された。

## 歴史
院線池田駅（後の川西池田駅）と貨物の連絡を図るために設置された駅であるが、当駅が存在していた時期の大半において川西池田駅の駅舎は現在より西にあり、徒歩連絡が容易になったのは川西池田駅が移転された1980年（昭和55年）から1年余りの間に過ぎない。また福知山線が宝塚駅まで電化開業した1981年（昭和56年）4月1日からわずか8か月余りでの廃止となった。
当初「池田駅前」として開業したが、1951年（昭和26年）に国鉄池田駅が「川西池田駅」へ改称されたため、後の1965年（昭和40年）に当駅名を「川西国鉄前」に改称している。
廃止後、駅跡は駅前再開発により整地され、往時を偲べるものは残されていない。

### 年表
- 1917年（大正6年）9月2日：妙見線が能勢口駅（現・川西能勢口駅）より延伸した際に池田駅前駅として開業[1]。
- 1948年（昭和23年）：貨物取扱を廃止[2]。
- 1965年（昭和40年）4月1日：川西国鉄前駅に改称[1]。
- 1981年（昭和56年）12月20日：当駅 - 川西能勢口間廃線に伴い廃止[1]。

## 駅構造
単式ホーム1面1線のみを持つ地上駅。当初は木造のホーム上屋があったが、廃止直前には駅名標とホームがあるだけだった。
貨物の取り扱いがあった頃には、ホームの手前から東側へ分岐した貨物線が国鉄池田駅（後の川西池田駅）構内の貨物ヤードまで延びていたが、貨物の取り扱いがなくなった戦後は放置されていた。この貨物線は国道176号を横断しており、阪急電鉄から貸与または譲渡された車両を搬出入する際に国道176号上の踏切が活用されたこともある。

## 備考

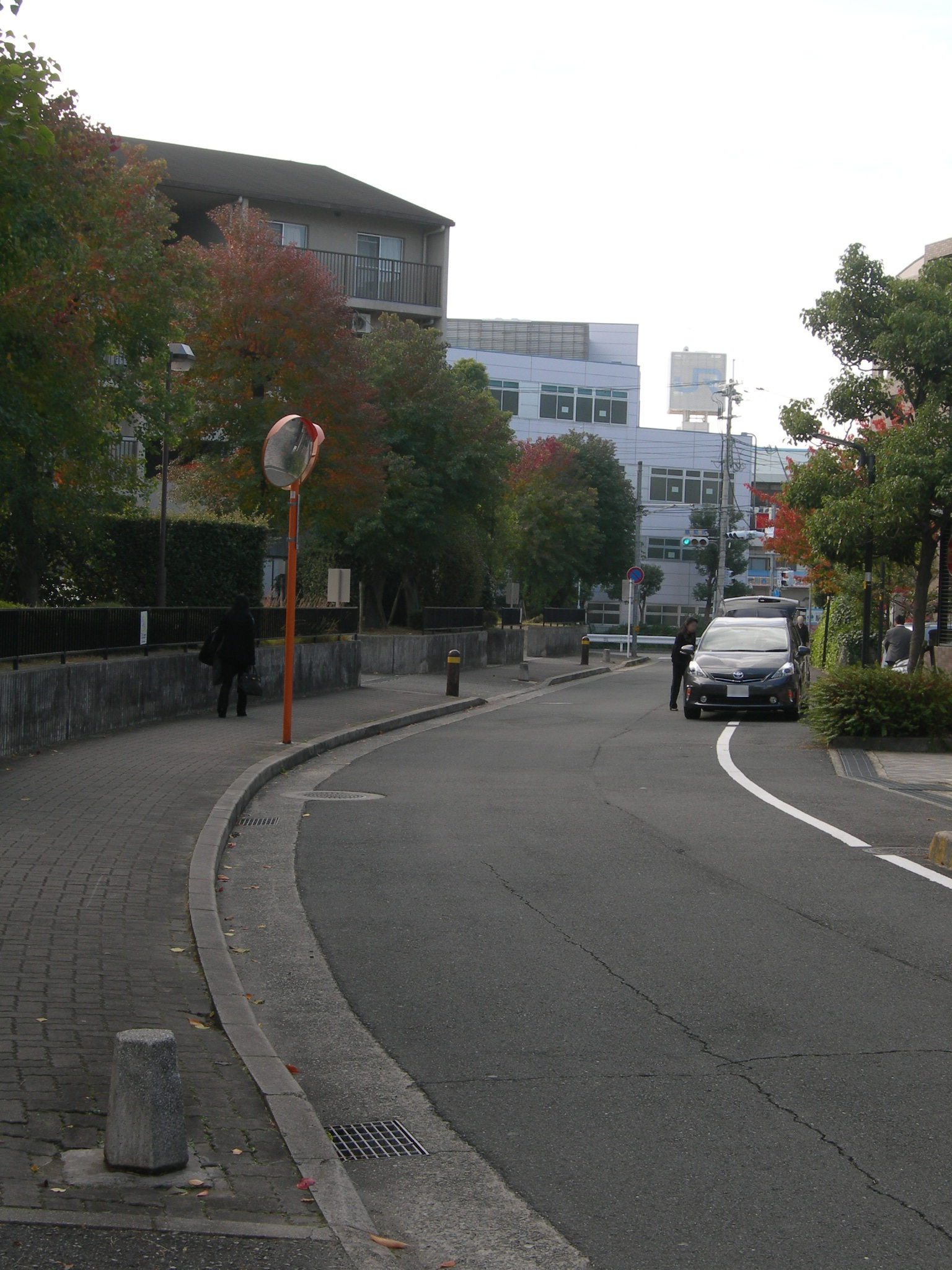
線路跡（2012年11月、画像奥は川西国鉄前駅跡・川西池田駅方面）

当駅から川西能勢口駅へ延びる路線は「国鉄前線」と呼ばれ、かつては三ツ矢サイダーや農産物の輸送もあった。当線には大きなS字カーブがあり、列車は時速約30キロで両駅間を約6分かけて結んでいた。1959年（昭和34年）以降は1両編成の運行となり、1975年（昭和50年）2月から午前3往復・午後2往復の計5往復に減便した。国鉄前線は1980年（昭和55年）に川西能勢口駅付近の高架化事業に伴い当線の廃線が決定し、1981年（昭和56年）12月19日の最終営業をもって廃線となった。往時を偲ばせるものとして、川西能勢口駅付近に車輪のモニュメントがある。

## 隣の駅
能勢電鉄
妙見線
川西国鉄前駅 - 川西能勢口駅